# كاثي كوبر
كاثي كوبر (بالإنجليزية: Cathy Cooper)‏ هي فنانة ورسامة أمريكية، ولدت في 6 نوفمبر 1960.